# Glarner Alpen
Glarner Alpen är en bergskedja i Schweiz.   Den ligger i kantonen Glarus, i den östra delen av landet, 120 km öster om huvudstaden Bern.
Trakten runt Glarner Alpen består i huvudsak av gräsmarker. Runt Glarner Alpen är det glesbefolkat, med 12 invånare per kvadratkilometer.